# Anisomorpha
Anisomorpha (лат.) — род палочников (Phasmatodea), из семейства Pseudophasmatidae. Новый Свет.

## Описание
Палочники небольших и средних размеров. Все известные виды бескрылые. Способны выделять вещество из железы на заднегруди, которое может вызывать сильное жгучее раздражение глаз и рта потенциальных хищников при контакте. В некоторых случаях это вызывает временную слепоту. Виды обитают на всей территории Центральная, северной части Южной Америки и юго-востока США. Взрослая самка крупнее самца в длину и ширину
Включены в трибу Anisomorphini (Pseudophasmatidae, Areolatae). В составе рода известно 4 вида.
- A. buprestoides (Stoll, 1813)
- A. clara Conle, Hennemann & Perez-Gelabert, 2006
- A. ferruginea (Palisot de Beauvois, 1805)
- A. paromalus Westwood, 1859